# Nikki Clan
Nikki Clan é uma banda de pop rock mexicana formada em 2005.

## Integrantes
- Yadira Gianola – vocal
- José Antonio "Joe" Dabdoub – guitarra
- Angel Yañez – guitarra
- Alberto Espinosa – baixo e vocal de apoio
- José Carlos Fausto Monroy – bateria